# Tim Rose (diễn viên)
Timothy D. Rose (sinh ngày 17 tháng 7 năm 1956) là một diễn viên và nghệ sĩ múa rối người Mỹ, nổi tiếng với vai Đô đốc Ackbar trong loạt phim Chiến tranh giữa các vì sao. Ngoài ra, ông còn nhận vai trò điều khiển nhân vật Salacious B. Crumb và nhân vật Jabba the Hutt trong Sự trở lại của Jedi.

## Tiểu sử
Rose sinh ra tại Pittsfield, Illinois vào ngày 17 tháng 7 năm 1956.

## Sự nghiệp
Rose được biết đến nhiều nhất với vai diễn Đô đốc Ackbar trong phần phim Chiến tranh giữa các vì sao thứ ba, Sự trở lại của Jedi, và tiếp tục thể hiện lại vai diễn này trong Star Wars: Thần lực thức tỉnh và Star Wars: Jedi cuối cùng. Ngoài ra, Rose còn điều khiển các nhân vật Sy Snootles và Salacious Crumb trong Sự trở lại của Jedi cũng như đồng thời tham gia vào các dự án khác của Lucasfilm và The Jim Henson Company, bao gồm The Dark Crystal và Howard the Duck.

Ông cũng giúp điều khiển nhân vật Tik-Tok trong tác phẩm Return to Oz của Walt Disney Pictures. Rose cũng điều kiển rối Cosmo và Dibs cho loạt phim thiếu nhi You and Me của đài BBC. Họ ra mắt trong chương trình đó vào năm 1983. Anh ấy cũng làm trợ lý múa rối cho Gấu Barnaby trên Becky and Barnaby Bear.

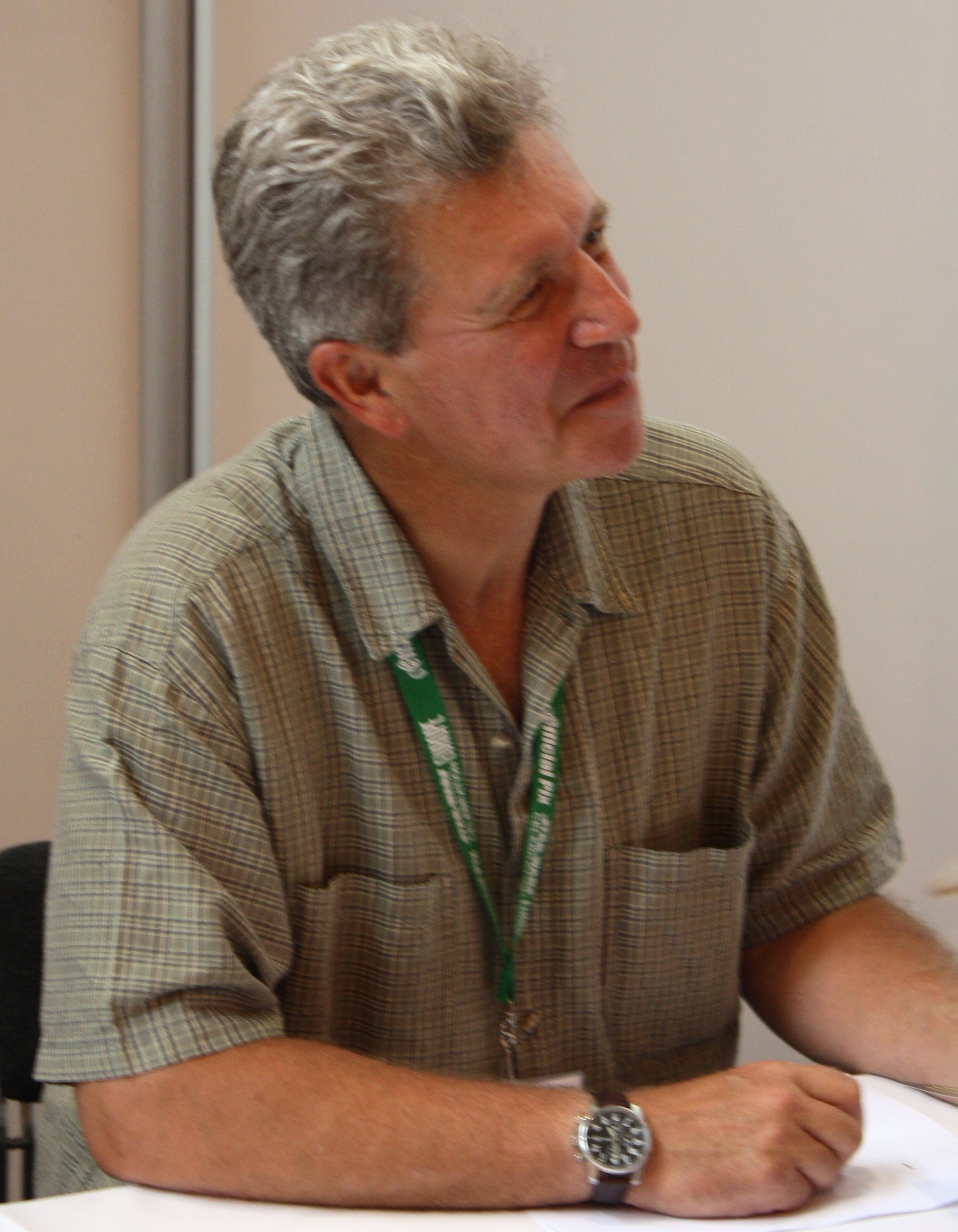
Rose tại sự kiện Star Wars Celebration Europe II ở Essen, Đức

## Danh sách phim

### Điện ảnh
| Năm  | Tựa đề                        | Vai                                         | Ghi chú                                                              |
| ---- | ----------------------------- | ------------------------------------------- | -------------------------------------------------------------------- |
| 1982 | The Dark Crystal              | Thủ quỹ                                     | Người trình diễn                                                     |
| 1982 | Return of the Ewok            | Salacious Crumb                             | Lồng tiếng                                                           |
| 1983 | Sự trở lại của Jedi           | Đô đốc Ackbar, Salacious Crumb, Sy Snootles | Lồng tiếng bởi Erik Bauersfeld vai Đô đốc Ackbar; Đề tên là Tim Rose |
| 1985 | Return to Oz                  | Tik-Tok                                     | Trưởng                                                               |
| 1986 | Howard the Duck               | Howard T. Duck                              | Trưởng                                                               |
| 1992 | The Muppet Christmas Carol    | Điều khiển Muppet                           | Lồng tiếng                                                           |
| 2008 | 8th Wonderland                | Richards                                    |                                                                      |
| 2015 | Star Wars: Thần lực thức tỉnh | Đô đốc Ackbar                               | Lồng tiếng bởi Erik Bauersfeld; Đề tên là Tim Rose                   |
| 2017 | Star Wars: Jedi cuối cùng     | Đô đốc Ackbar                               | Lồng tiếng bởi Tom Kane; Đề tên là Tim Rose                          |

### Truyền hình
| Năm     | Tựa đề            | Vai          | Ghi chú |
| ------- | ----------------- | ------------ | ------- |
| 1977–78 | Just Williams     | Douglas      | 17 tập  |
| 2012–13 | Wizards vs Aliens | Nekross King | 26 tập  |